# 阿尔弗雷多·塔拉韦拉
阿尔弗雷多·塔拉韦拉（西班牙語：Alfredo Talavera，1982年9月18日—），墨西哥男子足球运动员，司职守门员。他曾代表墨西哥参加2014年、2018年和2022年国际足联世界杯。他也曾入选2016年夏季奥运会墨西哥男子足球队名单。